# Slayton (Minnesota)
Slayton ist eine Kleinstadt (mit dem Status „City“) und Verwaltungssitz des Murray County im US-amerikanischen Bundesstaat Minnesota. Das U.S. Census Bureau hat bei der Volkszählung 2020 eine Einwohnerzahl von 2.013 ermittelt.

## Geografie
Slayton liegt im Südwesten Minnesotas auf 43°59′18″ nördlicher Breite und 95°45′21″ westlicher Länge. Die Stadt erstreckt sich über eine Fläche von 5,08 km².
Benachbarte Orte von Slayton sind Garvin (26,6 km nördlich), Currie (16,7 km nordöstlich), Avoca (10,6 km südöstlich), Iona (10,2 km südlich) und Hadley (9,3 km westlich).
Die nächstgelegenen größeren Städte sind Minneapolis (287 km ostnordöstlich), Minnesotas Hauptstadt Saint Paul (300 km in der gleichen Richtung), Rochester (291 km östlich), Iowas Hauptstadt Des Moines (434 km südöstlich), Omaha in Nebraska (364 km südlich), Sioux Falls in South Dakota (119 km südwestlich) und Fargo in North Dakota (368 km nordnordwestlich).

## Verkehr
Entlang des nordöstlichen Stadtrands verläuft der U.S. Highway 59. Durch den Norden der Stadt führt die Minnesota State Route 30. Alle weiteren Straßen innerhalb von Slayton sind untergeordnete Landstraßen, teils unbefestigte Fahrwege oder innerörtliche Verbindungsstraßen.
Der Slayton Municipal Airport befindet sich am westlichen Stadtrand von Slayton. Der nächste Großflughafen ist der Minneapolis-Saint Paul International Airport (282 km ostnordöstlich).

## Geschichte
1881 wurde das Gebiet der heutigen Stadt von dem für die Eisenbahn tätigen Immobilienagenten Charles Wesley Slayton erworben. Auf dem Land wurde planmäßig eine Siedlung angelegt, die den Namen Slayton bekam. 1887 wurde der Ort als City of Slayton inkorporiert. Im Jahr 2012 wurde in Slayton der 125 Jahrestag gefeiert.

## Demografische Daten
Nach der Volkszählung im Jahr 2010 lebten in Slayton 2153 Menschen in 946 Haushalten. Die Bevölkerungsdichte betrug 423,8 Einwohner pro Quadratkilometer. In den 946 Haushalten lebten statistisch je 2,2 Personen.
Ethnisch betrachtet setzte sich die Bevölkerung zusammen aus 98,0 Prozent Weißen, 0,3 Prozent Afroamerikanern, 0,1 Prozent amerikanischen Ureinwohnern, 0,2 Prozent Asiaten sowie 0,7 Prozent aus anderen ethnischen Gruppen; 0,7 Prozent stammten von zwei oder mehr Ethnien ab. Unabhängig von der ethnischen Zugehörigkeit waren 1,2 Prozent der Bevölkerung spanischer oder lateinamerikanischer Abstammung.
23,3 Prozent der Bevölkerung waren unter 18 Jahre alt, 49,8 Prozent waren zwischen 18 und 64 und 26,9 Prozent waren 65 Jahre oder älter. 53,0 Prozent der Bevölkerung war weiblich.

Das mittlere jährliche Einkommen eines Haushalts lag bei 45.568 USD. Das Pro-Kopf-Einkommen betrug 23.109 USD. 11,9 Prozent der Einwohner lebten unterhalb der Armutsgrenze.

## Persönlichkeiten
- John Vincent Vin Weber (* 1952), Politiker